# Tiffany Loeven
Tiffany Loeven (Doetinchem, 8 mei 1990) is een Nederlandse voetbalster die sinds 2011 speelt voor DTS Ede. Van 2007 tot 2011 kwam ze uit voor FC Twente.

## Carrière

### Jeugd
Loeven begon haar voetbalcarrière bij het Doetinchemse VV VIOD. Ze speelde bij VIOD in jongenselftallen. In 2007 ging ze daarnaast ook bij FC Twente in de jeugd voetballen. Doordeweeks trainde ze bij FC Twente en VIOD. In het weekend speelde ze met VIOD dan een wedstrijd in competitieverband en met FC Twente speelde ze af en toe een oefenwedstrijd. Na één jaar in de Twente-jeugd werd ze overgeheveld naar het eerste elftal.

### FC Twente
Loeven was een van de zeven meisjes die in het seizoen 2008-09 doorstroomden naar het eerste elftal. Ze moest de concurrentie aangaan met eerste doelvrouw Nadja Olthuis. Op 12 september 2008 maakte ze haar debuut. Eerste keepster Oltuis had die week een scheenbeenbreuk opgelopen. Ze stond haar positie dat seizoen niet meer af, waarop Olthuis besloot naar sc Heerenveen te vertrekken. Voor seizoen 2009/10 kreeg ze concurrentie van Denise van Luyn. Loeven bleef echter eerste keeper en ziet haar concurrente na 1 seizoen alweer vertrekken. In seizoen 2010/11 trok FC Twente Sari van Veenendaal aan als extra keeper. Loeven leek eerste keeper te blijven, maar nadat ze door een blessure enige tijd niet kon spelen verloor ze haar plek onder de lat. Wel won ze dat jaar met FC Twente de landstitel. Hierna verliet ze de club voor DTS Ede.

### Nederlands elftal
Op 9 maart 2009 maakte Loeven haar debuut voor het Nederlands elftal onder 19 jaar. In La Manga stond ze tegen Engeland in de basis en speelde de gehele wedstrijd. Het duel ging met 1-0 verloren.

## Statistieken
| Seizoen         | Club            |                    | Competitie      | Competitie | Competitie | Beker | Beker | Internationaal | Internationaal | Overig | Overig | Totaal | Totaal |
| Seizoen         | Club            | Wed.               | Competitie      | Dlp.       | Wed.       | Dlp.  | Wed.  | Dlp.           | Wed.           | Dlp.   | Wed.   | Dlp.   |        |
| --------------- | --------------- | ------------------ | --------------- | ---------- | ---------- | ----- | ----- | -------------- | -------------- | ------ | ------ | ------ | ------ |
| 2008/09         | FC Twente       | Vlag van Nederland | Eredivisie      | 23         | 0          | 1     | 0     | -              | -              | -      | -      | 24     | 0      |
| 2009/10         | FC Twente       | Vlag van Nederland | Eredivisie      | 19         | 0          | 3     | 0     | -              | -              | -      | -      | 22     | 0      |
| 2010/11         | FC Twente       | Vlag van Nederland | Eredivisie      | 1          | 0          | 0     | 0     | -              | -              | -      | -      | 1      | 0      |
| Carrière totaal | Carrière totaal | Carrière totaal    | Carrière totaal | 43         | 0          | 4     | 0     | 0              | 0              | 0      | 0      | 47     | 0      |

Bijgewerkt op 27 mei 2011 09:26 (CEST)